# Eusebio Fernández Ardavín
Eusebio Fernández Ardavín (Madrid, 1898-Albacete, 1965) fue un guionista y director de cine español, hermano del autor teatral Luis Fernández Ardavín.

## Biografía
Nacido el 31 de julio de 1898 en Madrid, era hermano del autor teatral Luis Fernández Ardavín. Falleció en un accidente de tráfico en Albacete, el 9 de enero de 1965. Su sobrino César Fernández Ardavín, que también fue director cinematográfico, empezó su carrera trabajando para Eusebio.

## Filmografía
- La bejarana (1926)
- El bandido de la sierra (1927)
- El sexto sentido (1929)
- El agua en el suelo (1934)
- Vidas rotas (1935)
- La reina mora (1937)
- La florista de la reina (1940)
- La marquesona (1940)
- La rueda de la vida (1942)
- El abanderado (1943)
- La dama del armiño (1947)
- Neutralidad (1949)
- Vértigo (1951)
- La bella de Cádiz (1953)
- Llegaron dos hombres (1959)